# Gangelsjön
Gangelsjön är en sjö i Härjedalens kommun i Härjedalen och ingår i Ljusnans huvudavrinningsområde. Sjön har en area på 0,395 kvadratkilometer och ligger 720,5 meter över havet.

## Delavrinningsområde
Gangelsjön ingår i det delavrinningsområde (695025-135689) som SMHI kallar för Utloppet av Gangelsjön. Medelhöjden är 747 meter över havet och ytan är 5,38 kvadratkilometer. Det finns inga avrinningsområden uppströms utan avrinningsområdet är högsta punkten. Vattendraget som avvattnar avrinningsområdet har biflödesordning 3, vilket innebär att vattnet flödar genom totalt 3 vattendrag innan det når havet efter 370 kilometer. Avrinningsområdet består mestadels av skog (85 procent). Avrinningsområdet har 0,39 kvadratkilometer vattenytor vilket ger det en sjöprocent på 7,3 procent.